# کیتی داگلاس (بازیگر)
کیتی داگلاس (انگلیسی: Katie Douglas؛ زادهٔ ۱۹ اکتبر ۱۹۹۸) بازیگر کانادایی است. از آثار بازیگری او می‌توان به بازی در فیلم‌های مری آدم می‌کشد، باورکن: ربوده شدن لیزا مک‌وی، سطح ۱۶، اجبار و جینی و جورجیا اشاره کرد.